# Polionycta apicata
Polionycta apicata là một loài bướm đêm trong họ Noctuidae.